# Fernandezia maculata
Fernandezia maculata är en orkidéart som beskrevs av Leslie Andrew Garay och Galfrid Clement Keyworth Dunsterville. Fernandezia maculata ingår i släktet Fernandezia och familjen orkidéer. Inga underarter finns listade i Catalogue of Life.